# Fonte Laurentina
Fonte Laurentina è una frazione di Roma Capitale, situata in zona Z. XXIII Castel di Leva, nel territorio del Municipio Roma IX (ex Municipio Roma XII).
Sorge sul lato est di via Laurentina, subito fuori il Grande Raccordo Anulare.
Prende il nome da una fonte di acque minerali, chiusa nel 2004 perché inquinata da colibatteri e streptococchi fecali dovuti probabilmente ad infiltrazioni da pozzi neri.
La sorgente è stata cementificata ed è divenuta il parcheggio di un centro commerciale, proprio di fronte all'insediamento abitativo.

## Storia
Fonte Laurentina sorge nel territorio della tenuta di Tor Pagnotta, territorio diviso in due dal Grande Raccordo Anulare.
La tenuta fu proprietà dei Torlonia i quali, ai primi del Novecento, iniziarono a venderla.
L'insediamento residenziale è stato costruito con il piano di Zona C6 "Tor Pagnotta", progettato con le caratteristiche dell'edilizia convenzionata e sovvenzionata, assumendo tutti i requisiti dell'edilizia economica; alla fine del 1999 sono stati realizzati circa 2400 alloggi.
Adiacente a Fonte Laurentina è in fase di costruzione il piano Tor Pagnotta 2.

## Architetture religiose
- Chiesa di San Carlo Borromeo, su via Edoardo Amaldi. Chiesa del XXI secolo (2005-2010). 41.795175°N 12.487309°E

Progetto dell'architetto Antonio Monestiroli. Parrocchia eretta il 28 maggio 2000 dal cardinale vicario Camillo Ruini; la chiesa è stata inaugurata, con la cerimonia liturgica della dedicazione, sabato 18 settembre 2011.